# Brachyglossula bouvieri
Brachyglossula bouvieri är en biart som först beskrevs av Joseph Vachal 1901.  Brachyglossula bouvieri ingår i släktet Brachyglossula och familjen korttungebin. Inga underarter finns listade.